# Barbara av Celje

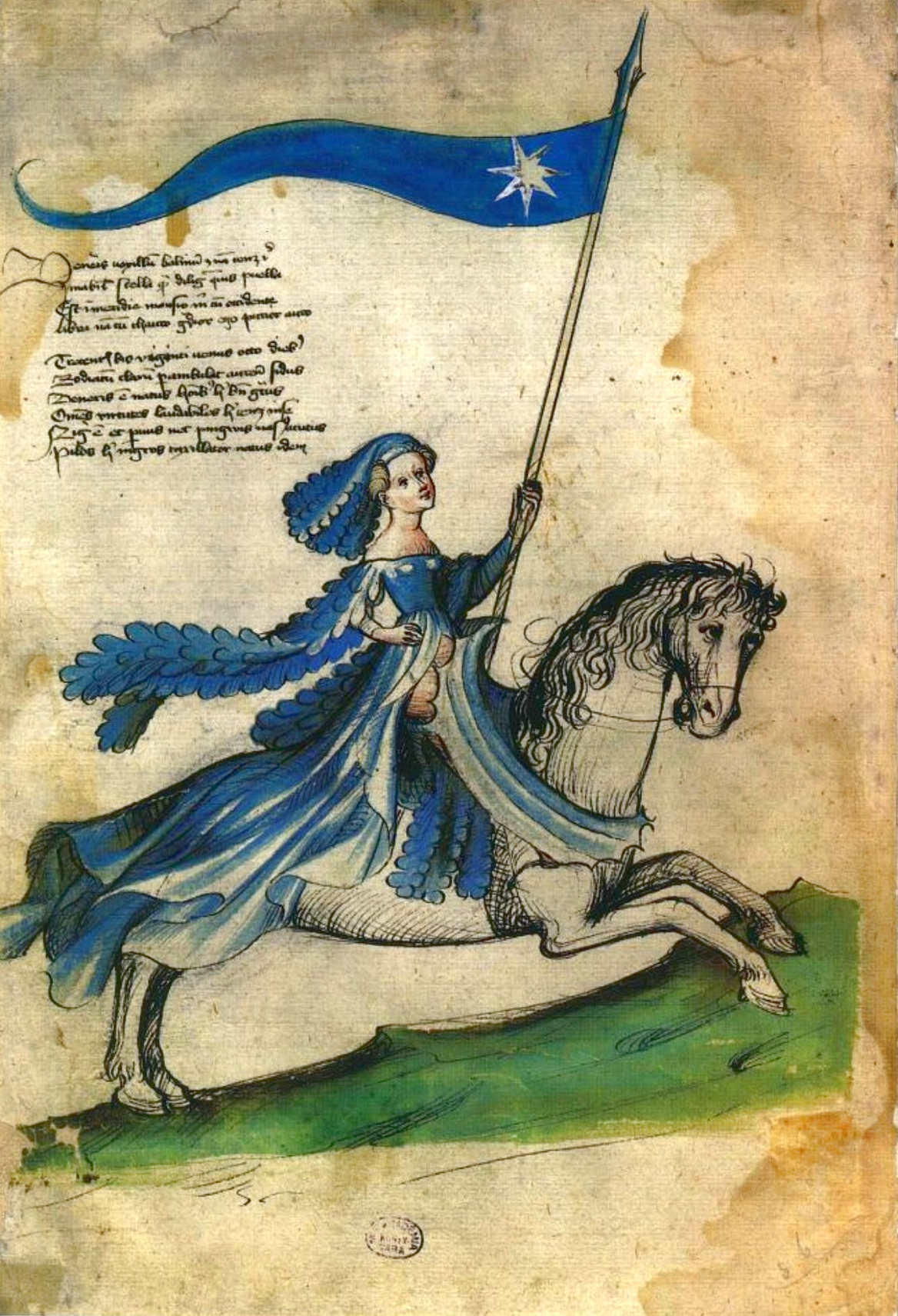
Barbara av Celje

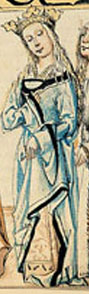
Barbara av Celje vid konciliet i Konstanz.

Barbara av Cejle, född 1392, död 1451, var en tysk-romersk kejsarinna och drottning av Ungern och Böhmen, och tidvis Ungerns regent i makens frånvaro. Hon var gift med Sigismund av Ungern. Hon blev känd som "Tysklands Messalina".

## Biografi

### Tidigt liv
Dotter till greve Herman II av Cejle och Anna av Schaunberg. 
Hon förlovades 1401 och gifte sig med Sigismund 1405 eller 1408; hon kröntes till Ungerns drottning år 1408. Hennes kontakter och arvsanspråk på Ungerns tron var ett skäl till äktenskapet; Sigismund motiverade med det sin rätt att kvarstå som Ungerns monark efter sin första frus död. Barbara var släkt med drottning Maria av Ungern; hennes farmor Katarina av Bosnien var troligen syster till Marias mor Elisabet av Bosnien.

### Drottning och kejsarinna
Barbara tillbringade sin mesta tid i Ungern. Hon var Ungerns regent under makens frånvaro åren 1412, 1414, 1416 och 1418. 1429 deltog hon vid kongressen i Luck. Hon kröntes till Tysklands drottning 1414, tysk-romersk kejsarinna 1433, och Böhmens drottning 1437. Barbara försökte med sin bror och brorson Ulrich Friedrich övertala de tjeckiska partierna att placera Vladislav III av Polen eller Casimir av Polen på Böhmens tron efter Sigismunds död i stället för svärsonen hertig Albert av Österrike: Barbara skulle då gifta sig med Wladyslaw. Maken gav därför den 5 december 1437 order om att hon skulle fängslas i Bratislava.
Hon ska ha varit ateist, förlöjligat tron på ett liv efter döden och förbjudit sina hovdamer att be böner. Hon var bildad och talade slovenska, tyska och latin. Hon beskrivs som vacker och intelligent. Maken var ofta otrogen, och Barbara ska även själv ha haft andra förhållanden. Tomas Prišuch prisade hennes skönhet, och enligt Aeneas Sylvius var hon otrogen, då ”en otrogen make befriar sin maka från äktenskapslöftet”. 1419 inträffade en brytning med maken, som förvisade henne för äktenskapsbrott med dottern från hovet till egendomen Grosverdeno vid Oradea. De försonades 1420; enligt Sigismund von Eberhard år 1421, då hon fick återvända till hovet.

### Senare liv
Vid makens död frisläpptes hon och förvisades sedan från Ungern, och all hennes egendom konfiskerades. Hon bosatte sig i Polen, där hon fick Podolsk till förläning; uppgifterna skiljer sig dock något. Enligt Pagal Dlugošą ankom hon till Polen 1438 och fick i stället Sandomierz i förläning. Enligt kardinal Enea Silvio Piccolomini hade hon ett harem av älskare. Hon ägnade sina sista år åt alkemi och ockultism. Hon bosatte sig 1441 i Melnik i Tjeckien. Från 1448 förde hon med sig ett bärbart altare och en biktfar i rädsla för döden, vilket fick kardinal Piccolomini att säga att hon dog som kristen. Hon avled i pesten.